# Galo Álvarez
Pour les articles homonymes, voir Alvarez.
Pas d'image ? Cliquez ici

a Compétitions nationales et continentales officielles uniquement.

b Matchs officiels uniquement.
Dernière mise à jour le 26 décembre 2024.
Galo Álvarez Quinones, né le 8 septembre 1978 à Córdoba, est un joueur de rugby argentin, évoluant au poste de pilier (1,84 m pour 110 kg).

## Biographie
Galo Álvarez Quinones obtient sa première sélection en équipe d'Argentine le 28 avril 2004 face à l'Uruguay.
Formé au Jockey Club Córdoba, il fait un passage en France avec le CA Périgueux, puis en Angleterre avec les Newcastle Falcons, avant de terminer sa carrière en Italie.

## Palmarès
- 2 sélections en équipe d'Argentine en 2004.
- Sélections par année : 2 en 2004.